# Отеги, Арнальдо
Арнальдо Отеги Мондрагон (баск. Arnaldo Otegi Mondragon; р. 6 июля 1958, Эльгойбар, Гипускоа, Страна Басков, Испания) — баскский общественный и политический деятель, член ЭТА, один из лидеров партии «Батасуна», Генеральный секретарь левонационалистической партии «EH Bildu».
```
Был одним из ключевых переговорщиков на последних неудачных мирных переговорах в Лойоле и Женеве в 2006 году
[
1
]
. Является одной из ведущих фигур в попытке изменения стратегии действий «Батасуны»
[
2
]
. До марта 2016 г. находился в тюрьме по обвинению в попытке реорганизовать Батасуну, несмотря на достигнутое соглашение о прекращении огня
[
3
]
.
```

До прихода в политику был осужден как член группировки ЭТА и принимал участие в нескольких террористических актах и преступлениях, среди которых было похищение баскского предпринимателя Луиса де Абайтуа. В 1990-х годах начал свою политическую карьеру и быстро завоевывал известность в баскском сепаратистском движении, став лидером «Батасуны», после того как почти всё её руководство было арестовано. Однако партия была объявлена вне закона в 2003 году из-за её связей с ЭТА. В июне 2007 года был осуждён за «восхваление терроризма» и был освобождён из тюрьмы в августе следующего года. В октябре 2009 года он был арестован за попытку воссоздать «Батасуну» и получил десять лет лишения свободы.
Он остаётся важной фигурой в баскском сепаратистском движении.

## Начало боевой деятельности
Получил высшее образование в области философии и литературы. В ЭТА вступил ещё в молодости.
В 1977 году Отеги бежал во Францию после участия в ряде террористических актов, проведённых в Стране Басков: взрыва бензоколонки в его родном городе, нападения на военный объект в Сан-Себастьяне, вооружённые нападения на автомобили с целью их экспроприации, освобождение члена ЭТА, находящегося под полицейским надзором в больнице, грабежи и так далее. В 1987 году Отеги был передан французской полицией испанскому правосудию. Он проходил по делу о похищении двух бывших депутатов от партии UCD (прародительница Народной партии) и попытке убийства одного из них, но был оправдан из-за отсутствия доказательств. В другом деле, за участие в похищении предпринимателя Луиса де Абайтуа в 1989 году, Отеги был приговорён к шести годам тюремного заключения. Отбыв половину срока наказания, в 1990 году он вышел на свободу.

## Политическая карьера
На баскских автономных выборах 1994 года Отеги был седьмым в списке Эрри Батасуна (HB) в Гипускоа, но эта партия набрала избирательных голосов только на шесть депутатов. Однако через год он всё же стал депутатом баскского парламента, заняв место осуждённой за сотрудничество с ЭТА Бегоньи Аррондо — своего товарища по партии. Получив депутатский мандат, Отеги возложил на своё место в зале заседаний пять гвоздик в память о годовщине расстрела двух членов ЭТА и трех членов FRAP (Frente Revolucionario Antifascista в Patriotico) и покинул здание парламента. В 1997 году вся верхушка НВ была осуждена на семь лет тюрьмы за распространение пропагандистского видеоролика с ЭТА в ходе предвыборной кампании. На Отеги арест не распространялся, в результате чего он оказался на лидирующих позициях в своей партии. На выборах 1998 года НВ получила 14 мест в парламенте Страны Басков. 18 мая 1999 года Отеги подписал пакт о трёхпартийном правительстве с PNV и EA, который был разорван 22 февраля 2000 года после убийства лидера баскских социалистов Фернандо Буэса. 10 днями ранее Отеги был переизбран пресс-секретарем НВ. На выборах 2001 года НВ потеряла половину своих депутатов, что привело к переорганизации партии и рождению новой «Батасуны», в которой Отеги сохранил лидирующее положение.

## Аресты
В 2003 году Отеги во время пресс-конференции, в ходе которой он давал оценку визиту короля Испании в Страну Басков, фактически назвал короля Испании Хуана Карлоса главой палачей, сказав: «Он — главнокомандующий испанской армии, то есть ответственный за палачей, покрывает их и навязывает свой монархический режим нашему народу через пытки и насилие». 27 апреля 2006 года он был приговорён к пятнадцати месяцам тюремного заключения за призывы к терроризму при поминовении члена ЭТА Олайи Кастресана, погибшей во время приготовления взрывного устройства. Он начал отбывать наказание 8 июня 2007 года, но был выпущен на свободу в августе 2008.
16 октября 2009 года он вновь предстал перед судом за попытку реформировать партию «Батасуны», несмотря на соглашение ЭТА с правительством о прекращении огня. 27 января 2010 года начал голодовку, однако её удалось быстро прекратить. В марте 2010 года был приговорён к двум годам тюрьмы за прославление терроризма в 2005 году, также ему было запрещено занимать государственные должности в течение шестнадцати лет. В сентябре 2010 года вновь предстал перед судом, но на этот раз за восхваление терроризма в речи 2004 года. В сентябре 2011 года приговорён к десяти годам лишения свободы.

## Политические взгляды
Отеги женат, у него двое детей. Он имеет диплом о высшем образовании по специальности «философия». Отеги неоднократно заявлял о своей приверженности президенту Венесуэлы Уго Чавесу и его «Боливарианской революции». Он преклоняется также перед Симоном Боливаром, борцом против испанского господства в Латинской Америке, имевшим баскские корни. Отеги — заядлый болельщик футбольной команды «Реал Сосьедад» из Сан-Себастьяна.